# Haguard (cheval)
Vous lisez un « bon article » labellisé en 2018.
Pour les articles homonymes, voir Haguard.
Le haguard, également nommé poney de la Hague ou bidet de la Hague, est une race de chevaux de type bidet, propre à la région naturelle de la Hague, dans le département de la Manche en Normandie.
Employé au bât, sous la selle et par les services des postes, ce petit cheval est connu pour son allure particulière à transmission héréditaire, le « pas relevé ». Il s'illustre en courses de trot près de Cherbourg, notamment en 1835 et 1836. Jadis élevé dans les zones vallonnées et marécageuses des arrondissements de Cherbourg, de Valognes et de Coutances, le haguard s'est éteint en raison de l'amélioration des routes, et de croisements avec le Pur-sang et des trotteurs. Une petite population a vraisemblablement été transférée en Mayenne, participant à la formation du poney français de selle dans les années 1970.

## Sources et dénomination

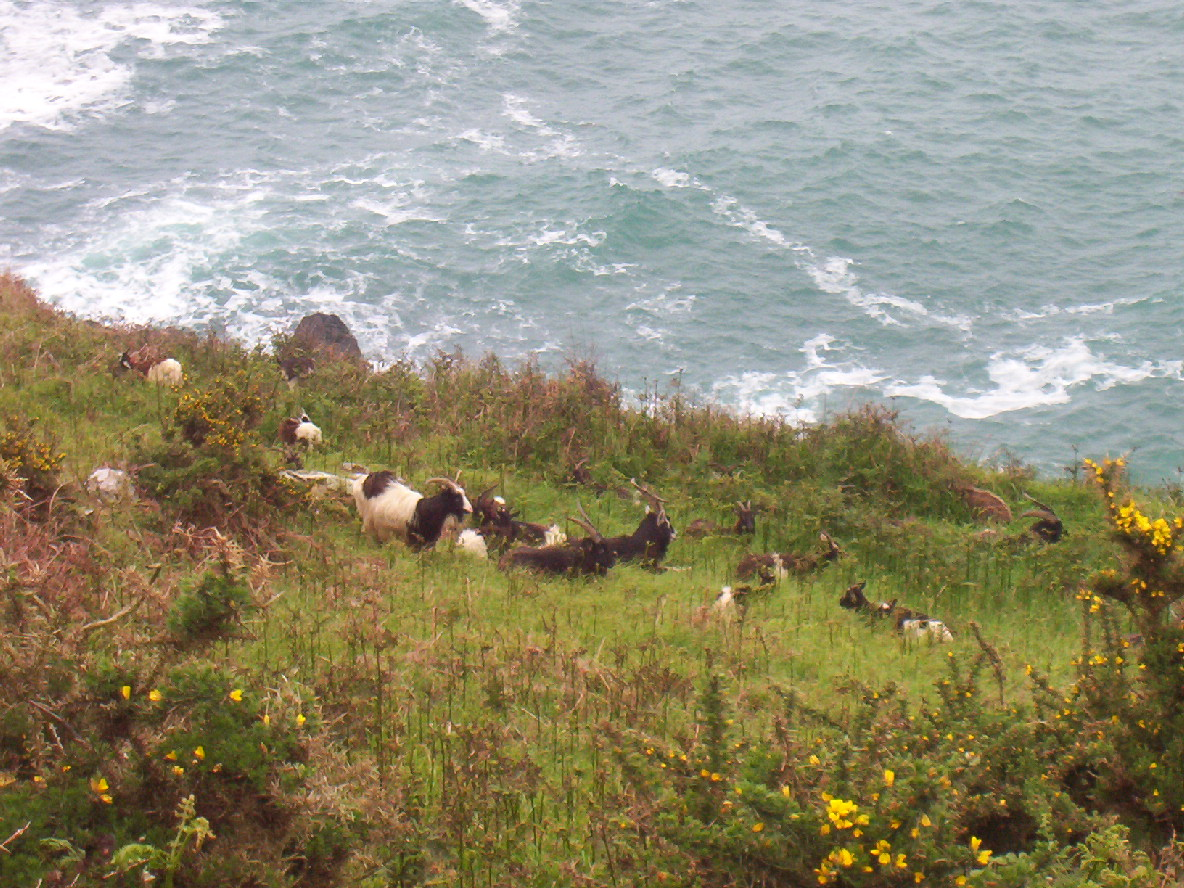
La région naturelle de la Hague, avec quelques chèvres marronnes.

Les informations disponibles concernant cette ancienne race de chevaux sont datées, le haguard ne figurant ni dans l'étude des races de chevaux menée par l'université d'Uppsala, publiée en août 2010 pour la FAO, ni dans la base de données DAD-IS, ni dans la seconde édition de l'ouvrage de l'université d'Oklahoma recensant les races de chevaux (2007), ni dans l'index des races de chevaux disparues dans l'ouvrage de Delachaux et Niestlé (2014), ni dans l'édition de 2016 de l'encyclopédie de CAB International.
La race est connue sous les noms de « haguard »,,,, de « bidet de la Hague »,,, et de « cheval d'allure », d'après Jean-Henri Magne. Cependant, les zootechniciens Alexandre-Bernard Vallon et Paul Diffloth dissocient le « bidet d'allures » du « poney de la Hague », qu'ils citent tous deux comme faisant partie des races de chevaux du Cotentin, avec le carrossier noir et le « passeur »,. Le bidet d'allures, ou postier normand, est décrit par Vallon comme étant plus grand de taille.

## Histoire
D'après le géographe Armand Frémont, le Haguard figure parmi les races animales renommées, voire devenues légendaires, de la Normandie. Jean-Henri Magne décrit ces chevaux (1857) comme les « plus renommés des bidets normands »,.
Le biotope particulier de la Hague a favorisé l'émergence de plusieurs races d'animaux spécifiques. Cependant, les chevaux locaux sont méconnus des hippologues. Une origine arabe, ou turque est évoquée, du moins une ascendance depuis le cheval oriental, en raison d'une convergence morphologique. Le biotope de ces poneys constitue une exception au sein des races chevalines françaises de littoral : la plupart sont en effet de grande taille. Le cheval de la Hague est par ailleurs élevé à côté de chevaux normands beaucoup plus grands.
D'après Armand Frémont, ces petits chevaux sont très appréciés jusqu'au début du XIXe siècle pour les déplacements dans le bocage normand, et réputés vigoureux,.
En 1835, M. Le Magnen, négociant en vins à Cherbourg, souhaite attirer la clientèle anglaise dans cette ville en créant une animation avec les « bidettes ». Il sollicite le maire Nicolas Noël-Agnès, et reçoit l'aide d'Éphrem Houël, qui met en place des courses de trot et de galop, notamment les 25 et 26 septembre 1836.
L'extinction de cette race est avancée dans Le Pilote du Calvados du 22 février 1835. Dans les années 1840, le cheval de la Hague est en effet croisé avec des chevaux galopeurs. D'après M. Mazure, le croisement des juments de la Hague avec des trotteurs donne « des métis qui vont tantôt l'amble, tantôt le trot, mais le plus souvent l'amble rompu, le traquenard. C'est par le dressage qu'on les habitue au pas relevé qu'ils ne marchent jamais comme les animaux chez lesquels cette allure est naturelle, héréditaire ». Dans les années 1860, d'après Eugène Gayot, la race de la Hague tend à se confondre avec les autres races de chevaux normandes, en raison des croisements pratiqués avec le Pur-sang. Gayot est partisan de ces croisements : « la petite race de la Hague, perdant chaque jour de son utilité pratique, menaçait de s'éteindre au lieu de revivre par ses qualités propres dans une forme nouvelle, mieux appropriée aux nouvelles exigences du consommateur. Il s'agissait de favoriser la transformation de cette race, de retenir chez celle qui devait s'établir sur ses ruines tout ce qui en avait fait l'utilité et la réputation ; il s'agissait, après une longue halte, de se remettre en marche et d'arriver graduellement, sans rien précipiter, à grandir, à développer la forme sans rien perdre du fond ».
Dans son étude de L'Élevage en Normandie (2013), Armand Frémont date l'extinction du cheval de la Hague au milieu des années 1850, et la relie à l'amélioration des routes et des chemins, rendant inutiles le cheval de selle et de bât. En 1857, Magne écrit qu'« il se produit peu de chevaux d'allure de nos jours et le prix s'en est considérablement élevé. Aujourd'hui ils sont en général utilisés dans le pays ».
Cependant, la survie d'une petite population de « poneys du Cotentin » jusque dans les années 1960-1970 est évoquée par Yvan de Curraize, ancien directeur de la Fédération française des éleveurs de poneys, ainsi que par l'autrice et journaliste Lætitia Bataille. D'après ces sources, les derniers représentants de cette race, transférés depuis le Cotentin vers la Mayenne pour une utilisation en courses de galop, ont contribué à la formation du poney français de selle,.

## Description
Plus petits que les autres chevaux normands,, les Haguards sont décrits comme « courts, petits, nerveux, infatigables, durs et solides comme le granit sur lequel ils étaient élevés » :

« Voilà le poney de la Hague, aussi dur que le granit des dunes de Tourlaville. »

— Éphrem Houël, Histoire du cheval chez tous les peuples de la terre.
Bernadette Lizet les décrit comme des poneys, et Daniel Roche comme des bidets. Alexandre-Bernard Vallon leur attribue une taille moyenne de 1,44 m à 1,48 m.
La tête est droite et légèrement camuse, dotée d'un chanfrein épais, courte, avec un front large et des naseaux ouverts,, de petites oreilles et de grands yeux. L'encolure est courte et forte,. Le garrot est épais, le poitrail ouvert,. Le corps est étoffé, le dos court et soutenu, la croupe est forte,, les reins sont larges et bien attachés. Les jambes sont fortes et nettes, avec des canons larges et des paturons courts,. Les pieds sont amples. Les crins sont forts et abondants, la peau est dure.
La robe est généralement foncée, avec des balzanes, mais le gris est possible.
Ces chevaux sont réputés sobres et énergiques, vigoureux et rustiques,. Ils sont particulièrement adroits sur les chemins pierreux. D'après Magne, ils disposent d'une allure particulière, nommée « pas relevé », caractérisée par une ressemblance avec le trot, mais en quatre battues. Cette allure est héréditaire chez les chevaux de la Hague, et les éleveurs qui tiennent à la conserver ont soin d'écarter de la reproduction les animaux qui vont au trot.

## Utilisations
Réputés trop petits pour la cavalerie légère, ces chevaux étaient cependant parfois assez grands pour les hussards (1,46 à 1,50 m).
Ils sont utilisés en course de trot et pour des travaux de force, en particulier au bât. Ils ont été employés par la poste aux chevaux et pour des travaux de traction au trot. Des chevaux de la Hague ont participé aux courses de trot créées par Éphrem Houël près de Cherbourg ; ils s'y sont illustrés en 1835, notamment à travers la victoire du gris « Haguard », monté par son propriétaire M. Marie, puis par Auguste Mayer, pour son nouveau propriétaire M. Pestre, le 25 septembre 1836. Haguard a décroché le prix de 200 francs, alors âgé de 7 ans. Ces courses sont, à leur création, exclusivement réservées aux chevaux locaux : « Les courses de Cherbourg avaient eu le plus heureux début ; malheureusement leurs progrès ne sont pas aussi sensibles qu'on le désirerait : cela tient à ce qu'on a voulu agir sur un cercle trop rétréci, en n'admettant aux courses que les chevaux de la localité. [...] Espérons que des idées plus larges et plus fécondes viendront donner à ces courses une nouvelle vie, et que chaque année la foule se pressera sur le rivage de Cherbourg, en face de la grande mer, applaudissant les cavales légères du Val de Cérès et les vigoureux poneys des collines de la Hague. »
D'après Magne, les chevaux de la Hague sont « essentiellement appropriés au service de la selle, malgré leur allure saccadée ». Ils ne marchent pas très rapidement, mais peuvent parcourir de longues distances, de l'ordre de 60 à 80 kilomètres pendant plusieurs jours de suite,. Ils sont employés par les marchands de bestiaux, et par les herbagers.

## Diffusion de l'élevage

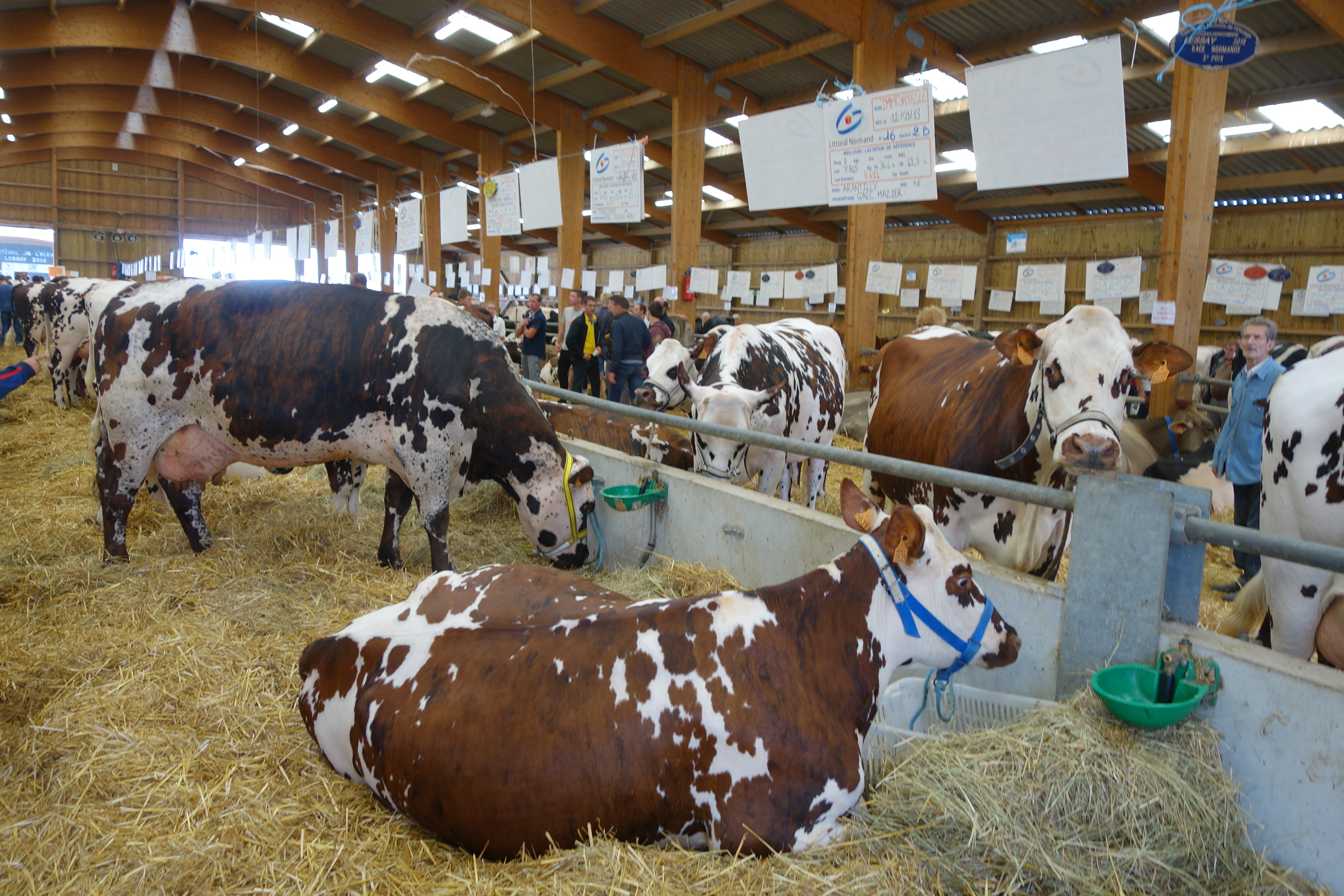
Foire aux bestiaux à Lessay, où se vendaient jadis des chevaux haguards.

La race est propre au nord-ouest de la presqu'île du Cotentin, une zone relativement montagneuse, et marécageuse. D'après Jean-Henri Magne et Alexandre-Bernard Vallon, les bidets de la Manche naissent surtout dans les arrondissements de Cherbourg, de Valognes et de Coutances,. La race se vend sur différentes foires aux chevaux, notamment celle de Lessay, dans les années 1860.
Le poney de la Hague a été exporté dans le Charolais, l'Auvergne, le Centre de la France, et en Angleterre.
Louis Énault cite, dans son roman Le Baptême du sang, « un petit groupe en marbre blanc représentant une enfant d'une dizaine d'années, à cheval sur un de ces poneys de la Hague, à peu près de la taille de ceux qui, plus célèbres mais non plus beaux, paissent une herbe rare et salée sur les collines des îles Shetland, des Orcades ou des Hébrides, avant de servir de monture à la jeune aristocratie des Trois-Royaumes ».